# TSF - Madeira
A TSF - Madeira é uma estação de rádio portuguesa com sede no Funchal, na Madeira. Faz parte do grupo TSF e opera na frequência 100.0 MHz FM.